# Војислав Красић
Војислав Воја Красић (Товрљане, 1934 — Прокупље, 1996) био је српски књижевник, топлички песник, антологичар, књижевни критичар, један од оснивача Књижевног друштва Раде Драинац и његов први председник, покретач и организатор културног живота у Прокупљу и Топлици од шездесетих година 20. века.

## Животопис
Војислав је рођен у селу Товрљану, општина Прокупље, 29. септембра 1934. године. Био је прво од шесторо деце Добросава и Ратомирке Красић, потомак Арсенија Красића, кога ће доста често помињати у свом стваралаштву. Основну школу завршио у родном селу Товрљану и суседном Крушевици. Нижу Гимназију у Куршумлији, а вишу у Прокупљу. Завршио је Вишу педагошку школу, одсек за српски и руски језик. Радио је краће време као наставник у Прокупљу, а затим се посветио културном развоју Топлице.
Један је од оснивача Књижевног друштва Раде Драинац у Прокупљу и његов први председник, један од покретача часописа ТОК и његов уредник од 1967. до 1989. године, утемељивач Драинчевих књижевних сусрета у Прокупљу, главни и одговорни уредник Топличких новина, главни и одговорни уредник програма Радио Топлице.
Умро је у јуну 1996. године у Прокупљу. Сахрањен је у свом родном крају, селу Товрљану.

## Дела

### Збирке песама
- Српске љубе (1968),
- Лето у Товрљану (1983),
- Арсенијево жито (1985),
- Око завичаја (1985),
- Топличке елегије (1986),
- Ђавоља варош (1997), објављена постхумно поводом годишњице песникове смрти.

### Антологије
- Овде је небо моје,
- Топлички песници од Драинца до данас (1983),
- Драинчеви песници, поезија добитника награде Драинац (1996).

### Књиге
Приредио је и књигу о Ратку Павловићу Ћићку као топличком песнику, Ћићко, песме, писма, кроника (1988).
Књига Јави се (1988) представља прави раритет на књижевном небу Топлице. У њој је кроз разговор са топличким песницима Красић дао један од пресека дотадашњег књижевног стваралаштва људи који су поникли са овог плодног књижевог тла.

## Награде
- На конкурсу Просветног прегледа (1978) добио је прву награду за циклус песама.
- Добитник Златне значке Културно-просветне заједнице СР Србије за аматерски рад у култури (1983).
- Награђен октобарском наградом Ослобођење града Прокупља за антологију Овде је небо моје (1983).
- Добитник II награде Драгојло Дудић за збирку песама Топличке елегије (1984).